# Rhyscotus sphaerocephalus
Rhyscotus sphaerocephalus är en kräftdjursart som beskrevs av Gustav Budde-Lund 1893. Rhyscotus sphaerocephalus ingår i släktet Rhyscotus och familjen Rhyscotidae. Inga underarter finns listade i Catalogue of Life.